# Sneekweek
Pour plus de détails, voir Fiche technique et Distribution.
Sneekweek est un film néerlandais réalisé par Martijn Heijne, sorti en 2016.

## Synopsis
Des étudiants organisent, un soir d'été, dans le jardin d'une maison, une fête et un bizutage, impliquant un bain dénudé dénudé dans le jacuzzi rempli de glaçons, l'un des garçons décède dans l'eau, le group décide de garder le secret sur les circonstances de sa mort. Deux ans plus tard, après la remise de leur diplôme, Merel, Thijs, Boris, Lisa, Kim et Peter partent à Sneek — où est organisée la plus grande course d'Europe sur lac, appelée la Sneekweek (nl), pour faire la fête pendant une semaine, dans une grande villa très classe. Étrangement, aucun d'entre eux ne l'a louée, et, une nuit, dans le jardin, Merel semble avoir vu une silhouette masquée à laquelle personne ne croit. Pourtant, des choses s'y produisent, et deviennent de plus en plus inquiétantes : les proches y sont, l'un après l'autre, sont sauvagement assassinés... Mais par qui ?.

## Fiche technique
Sauf indication contraire, les informations mentionnées dans cette section peuvent être confirmées par la base de données cinématographiques IMDb,  présente dans la section « Liens externes ».
- Titre original et français : Sneekweek
- Réalisation : Martijn Heijne
- Scénario : Alex van Galen
- Musique : n/a
- Décors : Ruben Schwartz
- Costumes : Martina Fehmer
- Photographie : Maarten van Keller
- Montage : Bas Icke et Jasper Quispel
- Production : Klaas de Jong
- Coproduction : Yoshi Aesaert
- Production déléguée : Bernard Tulp
- Sociétés de production : Farmhouse Film & TV ; Marmalade Films (coproduction)
- Sociétés de distribution : Dutch Filmworks (Pays-Bas)
- Pays de production :  Pays-Bas
- Langue originale : néerlandais
- Format : couleur
- Genre : thriller slasher
- Durée : 108 minutes
- Dates de sortie :
  - Pays-Bas : 18 janvier 2016 (avant-première mondiale à Amsterdam) ; 21 janvier 2016 (sortie nationale)
  - Monde : 5 avril 2022 (Netflix)[1]

## Distribution
- Carolien Spoor : Merel
- Jelle de Jong : Thijs
- Jord Knotter : Boris
- Holly Mae Brood : Lisa
- Yootha Wong-Loi-Sing : Kim
- Jonas De Vuyst : Peter
- Ferry Doedens : Tim
- Kimberley Klaver : Ilse
- Marly van der Velden : Zoë
- Rutger Vink : Rutger
- Diederik Ebbinge : le chef commissaire Stienstra
- Sanne Langelaar : l'agent Katja
- David Lucieer : l'agent Marcel
- Frank Lammers : le détective van Velzen

## Production
Le tournage commence le 14 août 2015, à Sneek, dans la Frise (Pays-Bas), jusqu'au 28 septembre. En octobre de la même année, on apprend que la société de distribution A-Film a fait faillite, et que le film est racheté par Dutch FilmWorks.

## Accueil
Le film est sorti en avant-première mondiale, le 18 janvier 2016 à Amsterdam, avant de le projeter dans les salles de cinéma, dès le 21 janvier 2016, aux Pays-Bas.
Netflix le diffusera sur son plateforme, le 5 avril 2022, dans quelques pays dont la France.